# Alexander Parvus

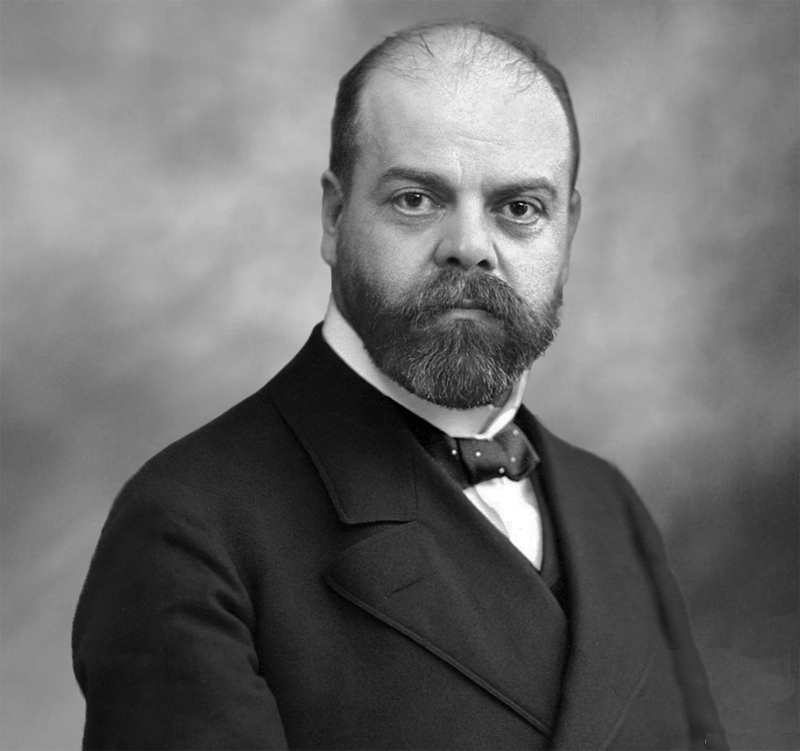
Alexander Parvus

Alexander Parvus (eigentlich Israil Lasarewitsch Helphand, russisch Израиль Лазаревич Гельфанд, wiss. Transliteration Izrail' Lazarevič Gel'fand; * 27. Augustjul. / 8. September 1867greg. in Beresino, Gouvernement Minsk, heute Berasino, Belarus; † 12. Dezember 1924 in Berlin) war ein russischer Revolutionär, der zeitweilig den Menschewiki angehörte. Spätestens seit 1918 begriff er sich indessen als deutscher Sozialdemokrat.
Bekannt wurde er, als er zusammen mit deutschen Regierungsstellen im Jahre 1917 die Reise Lenins im plombierten Wagen durch das Deutsche Reich nach Russland organisierte. Er war auch ein Vordenker der späteren Wirtschaftspolitik der Türkischen Republik unter Kemal Atatürk und zusammen mit Trotzki der Vater des Konzeptes der Permanenten Revolution. Da nach der Oktoberrevolution alle Dokumente von ihm und über ihn größtenteils vernichtet wurden, kann sein Mitwirken, um Lenin in Russland an die Macht zu bringen, nicht genau eingeschätzt werden.

## Leben

### Kindheit und Jugend in Russland, Studium in der Schweiz (1867–1891)
Alexander Parvus wurde 1867 als Israil Lasarewitsch Helphand in einem jüdischen Schtetl im Gouvernement Minsk (heute Belarus) geboren. Er wuchs in Odessa auf, wo er mit sechzehn Jahren die ersten revolutionären Erfahrungen sammelte. Im Jahr 1886 ging Helphand in die Schweiz, wo er neben zahlreichen weiteren russischen Exilanten Plechanow begegnete, der ihn mit dem Marxismus bekanntmachte. Von 1887 bis 1891 studierte er an der Universität Basel Volkswirtschaft und schloss mit der Promotion ab. Er hörte unter anderen bei Alphons Thun, Karl Bücher und Jacob Burckhardt. Das Thema seiner Dissertation waren Probleme der Arbeitsteilung.

### Sozialdemokrat in Deutschland (1891–1905)
Kurz darauf reiste er nach Stuttgart, wo er auf Karl Kautsky und Clara Zetkin traf. Er begann, für deren sozialdemokratische Publikationen Die Neue Zeit und Die Gleichheit zu schreiben. Bald zog es ihn nach Berlin, wo er für das sozialdemokratische Zentralorgan Vorwärts schrieb. Unter anderem berichtete er für das Blatt über die Hungersnot in Russland 1892. 1893 wurde er wegen aufrührerischer Umtriebe aus dem Königreich Preußen ausgewiesen und pendelte anschließend zwischen verschiedenen Orten Süddeutschlands. Ab 1894 verwendete er das Pseudonym Alexander Parvus.
Ab 1896 war Parvus für die SPD-Parteipresse in Sachsen tätig, zunächst für die Leipziger Volkszeitung, später für die in Dresden erscheinende Sächsische Arbeiterzeitung. Für letztere fungierte er sogar als Chefredakteur und brachte seinen Freund Julian Marchlewski in der Redaktion unter. Schon 1896 veröffentlichte er eine Artikelserie im Theorieorgan der deutschen Sozialdemokratie, der von Kautsky geleiteten Neuen Zeit. Hierin beschrieb er, ausgehend von Engels Kritik des Barrikadenkampfes, den zukünftig zu erwartenden Ablauf revolutionärer Ereignisse, in denen streikende Massen Straßen und Plätze der Städte füllen und durch ihr massenhaftes Auftreten Polizei und Militär zur Auflösung bringen würden. Er brachte also die politische revolutionäre Diskussion auf das Thema des politischen Massenstreiks. Parvus wurde sehr schnell einer der profiliertesten theoretischen Köpfe der SPD. Im Jahr 1895 wurde ihm sogar die Ehre zuteil, auf einem Parteitag der deutschen Sozialdemokratie sprechen zu dürfen, obwohl er kein Delegierter war. Gleichzeitig hielt er Kontakt mit der Gruppe um Plechanow, durch den er unter anderem die jungen russischen Sozialisten Lenin und Trotzki kennenlernte. Im Jahr 1896 wurde er vom Mitbegründer der Sozialdemokratischen Arbeiterpartei Russlands Alexander Potressow eingeladen, am Londoner Kongress der Sozialistischen Internationale teilzunehmen. Der Partei selbst gehörte er im Gegensatz zur SPD nie an. In der Revisionismusdebatte innerhalb der SPD um die Jahrhundertwende ergriff er Partei gegen Eduard Bernstein.

### Agitation in Russland, Teilnahme an der Revolution von 1905, Ausschluss aus der SPD (1905–1910)
Zudem schrieb er auch für die Presse der russischen Sozialdemokratie. Parvus wurde als „unerwünschter Ausländer“ aus mehreren deutschen Ländern ausgewiesen und wechselte häufig den Wohnsitz. Er war u. a. 1899 nach München gekommen und hatte seine Wohnung in der Ungererstraße 80 im Norden des Münchner Stadtteils Schwabing, wo auch Lenin (September 1900 bis April 1902) und Trotzki (August 1904 bis Januar 1905) in der bayerischen Landeshauptstadt ihren ersten Anlaufpunkt fanden. Gemeinsam mit Lenin gründete Parvus hier die Monatsschrift Iskra, die auch nach Russland geschmuggelt wurde. Die Spaltung der russischen Sozialdemokratie in Bolschewiki und Menschewiki 1903 führte zur Trennung von Lenin, dafür agierte Parvus in der Folgezeit als Mentor Trotzkis. Wie dieser begrüßte er den Russisch-Japanischen Krieg 1904/05 als Gelegenheit, die langerstrebte Revolution in Russland herbeizuführen.
Im Jahr 1905 nahm Parvus mit Trotzki an der Revolution in Sankt Petersburg teil, nachdem ihnen mit Victor Adlers Hilfe die Einreise gelungen war. Er wurde Anfang 1906 verhaftet und zeitweise wie auch Trotzki und Leo Deutsch in der Peter-und-Paul-Festung inhaftiert. Auf dem Weg in die Verbannung nach Sibirien gelang ihm die Flucht, und er kehrte nach Deutschland zurück. Hier wurde er 1907 in einen Finanzskandal verwickelt, bei dem ihm von den Bolschewiki vorgeworfen wurde, dem Schriftsteller Maxim Gorki zustehende Vergütungen aus Autorenrechten in Höhe von 180.000 Mark unterschlagen zu haben. Die Affäre führte zu seinem Ausschluss aus der SPD und zerstörte dauerhaft seine Reputation vor allem bei ihm ehemals sehr nahestehenden Parteilinken in der SPD wie Rosa Luxemburg. Artikel von Parvus wurden in der SPD-Parteipresse nicht mehr veröffentlicht. Nur wenige Genossen, z. B. Konrad Haenisch, hielten noch zu ihm.

### In Istanbul (1910–1915), Journalist und Waffenhändler
Im Jahr 1910 reiste Parvus in die Türkei, wo er bis 1914 in Istanbul publizistisch tätig war. Er hatte Kontakt zu den verschiedenen sozialistischen Gruppen im Osmanischen Reich. Gleichzeitig baute er ein erfolgreiches Handelsunternehmen auf und war 1912 als Partner des Waffenhändlers Basil Zaharoff Generalvertreter verschiedener deutscher Unternehmen in Istanbul, unter anderem von Krupp, daneben aber auch für das britische Rüstungsunternehmen Vickers, und machte Millionengeschäfte mit Rüstungslieferungen dieser Unternehmen an die osmanische Regierung während des Balkankrieges. Daneben war er auch wieder als Theoretiker aktiv und veröffentlichte eine ganze Reihe von Artikeln über Wirtschaftspolitik in Zeitschriften der Jungtürken wie den Tanin und Türk Yurdu in türkischer Sprache. Parvus berichtete regelmäßig für die SPD-Tageszeitung Vorwärts und regionale sozialdemokratische Zeitungen über die Entwicklung in der „neuen Türkei“ nach der jungosmanischen Revolution 1908.
Parvus war zeitweise Mitarbeiter der 1915 von den türkischen Behörden verbotenen französischsprachigen Zeitschrift Jeune Turc, die von Victor Jacobson, dem damaligen Vertreter der Zionistischen Weltorganisation, zur Unterstützung der jungtürkischen Partei und deren Beeinflussung im Sinne des Zionismus gegründet worden war. Chefredakteure waren die Zionisten Wladimir Jabotinsky und Sami Hochberg sowie der türkische Publizist Celal Nuri.

### Erster Weltkrieg: Agitation gegen Russland, Zeitschrift „Die Glocke“ (Lensch-Cunow-Haenisch-Gruppe)
Nach dem Beginn des Ersten Weltkriegs trat Parvus Anfang 1915 an die deutsche Botschaft in Istanbul mit einem Plan heran, das Zarenreich durch revolutionäre innere Unruhen zu destabilisieren und so für einen Sonderfrieden bereit zu machen. Da man in Deutschland schon durch seine erfolgreiche Arbeit bei der militärischen Aufrüstung der Türkei und seine Unterstützung eines türkischen Kriegseintritts auf deutscher Seite auf ihn aufmerksam geworden war, lud man ihn nach Berlin ein. Auf dem Weg nach Deutschland machte er Station in Rumänien, wo er Christian Rakowski für eine Tätigkeit in seinem Sinne gewann. Nachdem sein Plan vom Auswärtigen Amt gutgeheißen und erste Zahlungen geleistet wurden, siedelte Parvus nach der Klärung seiner Angelegenheiten im Mai 1915 nach Kopenhagen über, das er als Basis seiner Operationen zu nutzen gedachte. Unter anderem hatte er sein Projekt in der Schweiz mit Lenin besprochen, der ihm Jakub Ganezki zur Seite stellte.
In Kopenhagen gründete Parvus eine Import-Export-Firma, die sich auf den illegalen Handel mit Russland über die neutralen skandinavischen Länder spezialisierte, sowie ein „Institut zur Erforschung der sozialen Folgen des Krieges“. Seine Profite sowie die Zahlungen seiner deutschen Partner investierte er in die Unterstützung der russischen Revolutionäre sowie diverse Propagandaaktivitäten. Neben der sozialen Revolution betrieb er auch die Schürung nationaler Unabhängigkeitsbestrebungen, etwa in der Ukraine, Finnland und im Kaukasus. Die Zusammenarbeit mit der Reichsregierung wurde dabei über den deutschen Gesandten Ulrich Graf Brockdorff-Rantzau vermittelt.
Ab 1915 formierte sich innerhalb der SPD die Lensch-Cunow-Haenisch-Gruppe, die versuchte, die Haltung der Parteimehrheit zum Thema Kriegskredite marxistisch zu begründen. Es kam zur Entwicklung der Theorie des „Kriegssozialismus“. Ab Mitte 1915 wurde Die Glocke, eine von Parvus gegründete und finanzierte sozialdemokratische Zeitschrift, das Organ der Gruppe. 
Vom 8. bis 12. März 1917 (nach dem damals gültigen russischen Kalender 23. bis 27. Februar) brach in Russland ein Generalstreik aus. Am 15. März 1917 dankte Zar Nikolaus II. ab. Die provisorische Regierung unter Alexander Kerenski stellte dann die Einberufung einer Verfassungsgebenden Versammlung in Aussicht. Die in Petrograd formierten kommunistischen Arbeiter- und Soldatenräte (Petrograder Sowjet) strebten aber als Ziel die Rätediktatur an. So kam es zur Situation der Doppelherrschaft. Die provisorische Regierung hielt am Krieg mit der Entente (Frankreich, Großbritannien) gegen die europäischen Zentralmächte (Deutsches Reich, k.u.k. Monarchie) fest (siehe Mittelmächte).
Parvus organisierte 1917 gemeinsam mit dem deutschen Geheimdienst die illegale Einreise Lenins aus der Schweiz durch das Deutsche Reich nach Russland. Die deutschen Stellen unterstützten den Umsturz, um einen Waffenstillstand mit Russland zu schließen, der dann auch Realität wurde (trat am 15. Dezember 1917 in Kraft; siehe auch Friedensvertrag von Brest-Litowsk am 3. März 1918). Parvus gehörte aber nicht zu Lenins Delegation, da Lenin Parvus misstraute.

### Letzte Jahre in Deutschland (1918–1924)

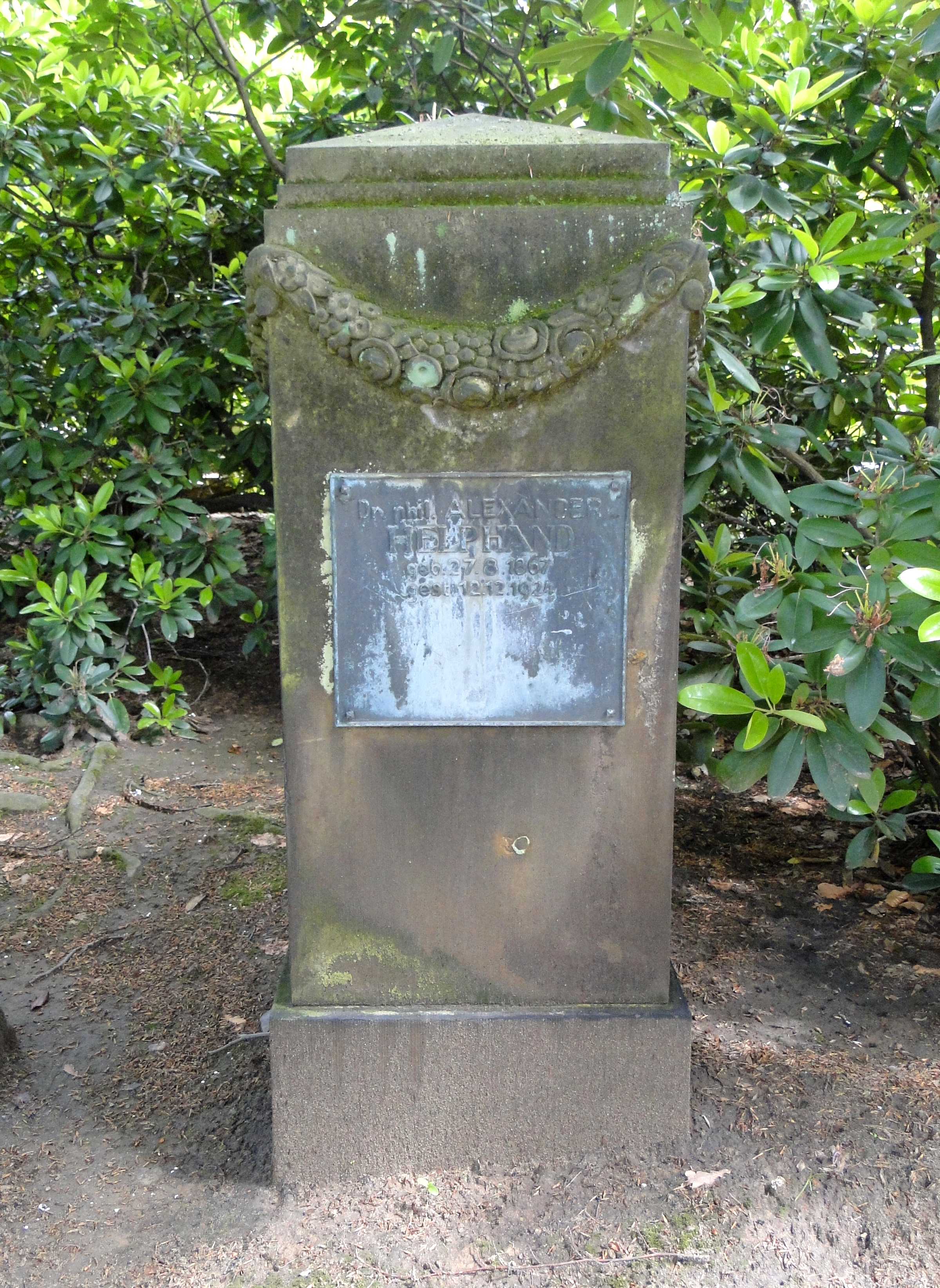
Grab von Alexander Parvus auf dem Urnenhain Tolkewitz

Nach dem Krieg lebte Parvus bis zu seinem Tod 1924 zurückgezogen in der Villa „Waltrud“ in Berlin-Schwanenwerder und hatte Kontakt zu vielen führenden Köpfen der Weimarer Republik. Sein Freund und Schüler Konrad Haenisch (der sich selber „Parvulus“ in Anlehnung an Parvus nannte) wurde für die SPD preußischer Kultusminister und schließlich von Preußens Innenminister Carl Severing (SPD) zum Regierungspräsidenten in Wiesbaden ernannt. Angesichts des aufkommenden Nationalsozialismus, für dessen antisemitische Propaganda Parvus durch seine wirtschaftlichen Aktivitäten während des Krieges schon bald willkommenes Objekt war, engagierte sich Konrad Haenisch nach Parvus’ Tod an führender Stelle im Reichsbanner, dem von den sozialdemokratischen Kräften getragenen Schutzverband der Republik. Parvus ist auf dem Urnenhain Tolkewitz in Dresden bestattet.

### Nachkommen und Familie
Parvus’ Sohn Jewgeni Gnedin machte in der Sowjetunion zunächst als Journalist und Diplomat Karriere, wurde aber ab 1939 eines der zahlreichen Opfer der „Stalinschen Säuberungen“ und verbrachte viele Jahre im Gulag. 1979 trat er, vier Jahre vor seinem Tod, aus der KPdSU aus.

## Werke
- Staatsstreich und politischer Massenstreik. In: Die Neue Zeit, 14. Jg. 1895–96, 2. Band (1896), Heft 33 bis 39.
- Die Gewerkschaften und die Sozialdemokratie Verlag der Sächsischen Arbeiter-Zeitung, Dresden 1896. 88 S.
- Wohin führt die politische Maßregelung der Sozialdemokratie? Verlag der Sächsischen Arbeiter-Zeitung, Dresden 1897.
- Marineforderungen, Kolonialpolitik und Arbeiterinteressen. Verlag der Sächsischen Arbeiter Zeitung, Dresden 1898.
- Dr. C. Lehmann, Parvus: Das hungernde Russland. Reiseeindrücke, Beobachtungen und Untersuchungen. Dietz, Stuttgart 1900.
- Die Handelskrisis und die Gewerkschaften.  Ernst,  München 1901
- Die Kolonialpolitik und der Zusammenbruch. Verlag der Leipziger Buchdrucker-Aktiengesellschaft, Leipzig 1907
- In der russischen Bastille während der Revolution. Eindrücke, Stimmungen und Betrachtungen von Parvus. Kaden  & Comp., Dresden 1907.
- Die große Aussperrung und die Zukunft der Arbeiterkämpfe im Reiche. Kaden, Dresden 1907.
- Der Klassenkampf des Proletariats als Buch, Buchhandlung Vorwärts, Berlin 1911. 217 S. Ursprünglich in 6 Heften, Buchhandlung Vorwärts, Berlin 1908–1910
  - 1. Der gewerkschaftliche Kampf.
  - 2. Die kapitalistische Produktion und das Proletariat (1908). 46 S.
  - 3. Die Sozialdemokratie und der Parlamentarismus (1909). 39 S.
  - 4. Der Sozialismus und die soziale Revolution (1909). 39 S.
  - 5. Die Arbeiterschaft und das Unternehmertum (1910). 40 S.
  - 6. Der Ideenkampf gegen den Sozialismus (1910)
- Die Banken, der Staat und die Industrie Kaden, Sozialistische Streitfragen, Nr. 2, Dresden 1910.
- Der Staat, die Industrie und der Sozialismus. Kaden, Dresden um 1910. 192 S.
- Im Kampf um die Wahrheit (1918)
- Die soziale Bilanz des Krieges Verlag für Sozialwissenschaft, Berlin 1918. 32 S.
- Der Arbeitersozialismus und die Weltrevolution. Briefe an die deutschen Arbeiter. Verlag für Sozialwissenschaft, Berlin 1918/19:
  -  I. Die wirtschaftliche Überwindung des Kapitalismus. II. Sozialismus und Bolschewismus (1918). 31 S.
  - III. Die Entfaltung des sozialistischen Wirtschaftssystems (1918). 16 S.
  - Vierter Brief. Der Friede und der Sozialismus (1919). 31. S.
- Sozialwissenschaftliche Bibliothek. Verlag für Sozialwissenschaft, Berlin
  - Band 10: Der Staat, die Industrie und der Sozialismus (1919). 112 S.
  - Band 11: Die Verstaatlichung der Banken und der Sozialismus. (1919). 110 S.
- Aufbau und Wiedergutmachung. Verlag für Sozialwissenschaft, Berlin 1921. 257 S.
- Der wirtschaftliche Rettungsweg Verlag für Sozialwissenschaft, Berlin 1921. 39 S.

Herausgabe
- Die Glocke. Sozialistische Halbmonatsschrift herausgegeben von Parvus. Verlag für Sozialwissenschaft, München, Heft 1, 1915. Mit Jahrgang 11,30 beendet.
- Der Wiederaufbau. Zeitschrift für Weltwirtschaft. Verlag für Wiederaufbau und Weltwirtschaft, Berlin 1922

Nachdrucke
- Antonia Grunenberg (Hrsg.): Die Massenstreikdebatte. Beiträge von Parvus, Rosa Luxemburg, Karl Kautsky und Anton Pannekoek. Europäische Verlagsanstalt, Frankfurt 1970.
- Parvus, Karl Kautsky, Leo Trotzki, Nikolai Kondratieff, Ernest Mandel, in: Die langen Wellen der Konjunktur. Beiträge zur Marxistischen Konjunktur- und Krisentheorie. Olle & Wolter, Berlin 1972.